# Sombras de antepasados olvidados
Sombras de antepasados olvidados (título original: Shadows of Forgotten Ancestors: A Search for Who We Are) es un libro de Carl Sagan y Ann Druyan publicado en 1993. En él, los autores brindan una descripción resumida de la evolución de la historia de la vida en la Tierra, con un enfoque particular en ciertos rasgos centrales de la naturaleza humana y la discusión de dónde comenzaron a desarrollarse sus precursores en otras especies. En los capítulos finales examinan a los primates con especial atención, comparando los detalles entre los humanos anatómicamente modernos y las especies existentes más estrechamente relacionadas con ellos. El libro fue la base de un episodio del mismo nombre en la serie de 2020, Cosmos: Mundos posibles, de Druyan y Brannon Braga.

## Datos de publicación
- Sagan, Carl; Druyan, Ann (1993). Shadows of Forgotten Ancestors: A Search for Who We Are (1ª edición). Nueva York: Ballantine Books. ISBN 0-345-38472-5.